# Jürgen Schabhüttl

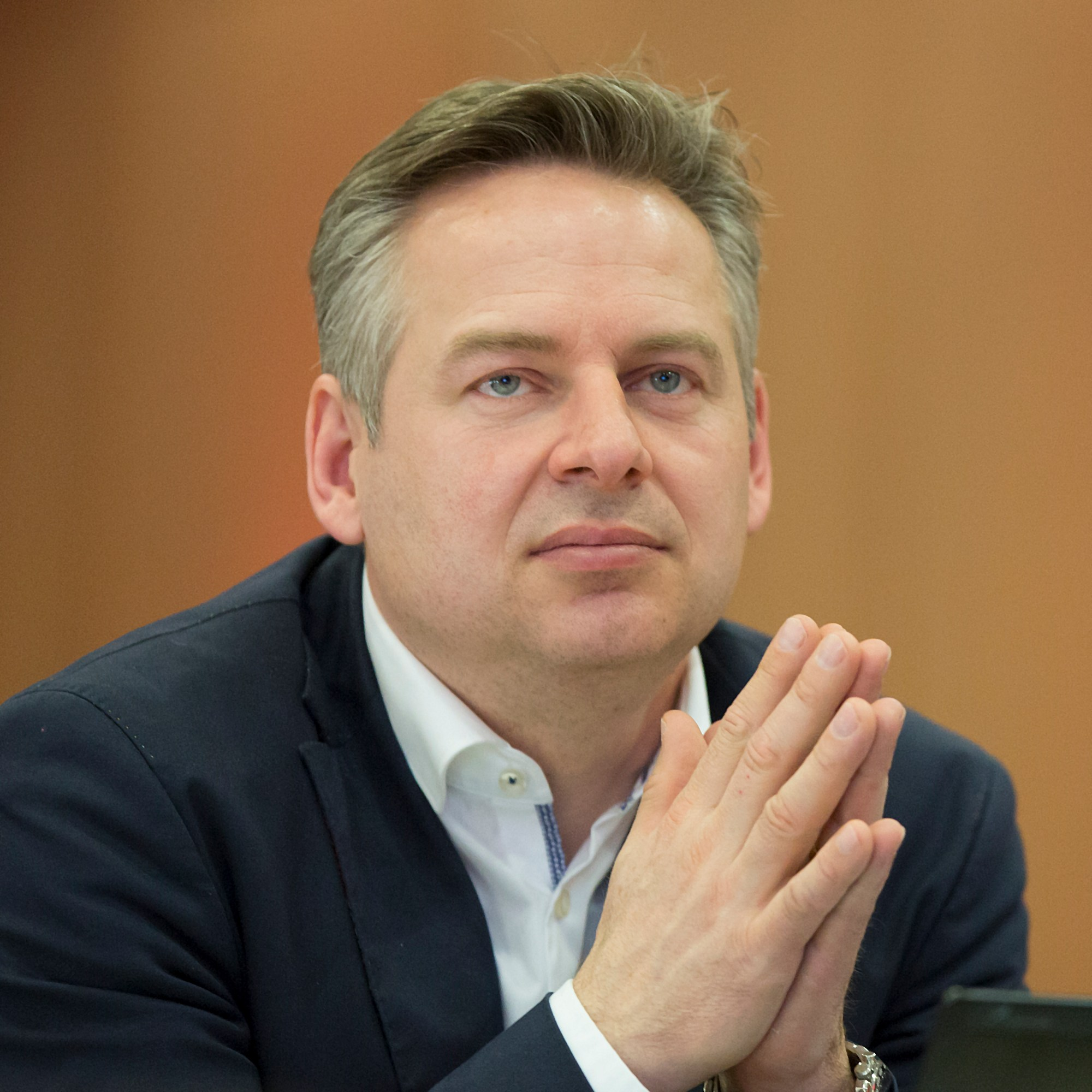
Jürgen Schabhüttl (2016)

Jürgen Schabhüttl (* 22. November 1971 in Güssing) ist ein österreichischer Politiker (SPÖ) und Polizeibeamter. Schabhüttl war von Juli 2015 bis November 2017 Abgeordneter zum österreichischen Nationalrat. Von November 2017 bis Februar 2020 war er aus dem Burgenland entsandtes Mitglied des österreichischen Bundesrats.

## Ausbildung und Beruf
Jürgen Schabhüttl wurde am 22. November 1971 in der Südburgenländischen Stadt Güssing geboren. Er besuchte die Volksschule in Inzenhof, die Hauptschule in Güssing, die Handelsakademie in Stegersbach sowie schließlich dort auch die Handelsschule. Seinen Präsenzdienst leistete er im Jahr 1990 ab. Anschließend absolvierte er die Ausbildung zum Gendarmeriebeamten und ist seit 1. Juni 1995 als Polizist bei der Landespolizeidirektion (vormals Landesgendarmeriekommando) für das Burgenland tätig.

## Politischer Werdegang
Schabhüttl ist seit 30. März 2007 Bürgermeister seiner Heimatgemeinde Inzenhof. Nachdem Norbert Darabos im Jahr 2015 aus dem Nationalrat ausgeschieden war, um im Burgenland Landesrat zu werden, rückte Jürgen Schabhüttl am 15. Juli 2015 auf dessen Mandat im Regionalwahlkreis Burgenland Süd nach und wurde für die Sozialdemokratische Partei Österreichs als Abgeordneter zum Nationalrat angelobt. Nachdem Schabhüttl bei der Nationalratswahl 2017 kein Mandat im Nationalrat erreichen konnte, rückte er für Peter Heger, der in den Burgenländischen Landtag wechselte, als aus dem Burgenland entsandtes Mitglied des Bundesrats nach. Nach der Landtagswahl 2020 schied er aus dem Bundesrat aus, für ihn rückte Sandra Gerdenitsch nach.

## Privatleben
Jürgen Schabhüttl ist verheiratet und Vater von drei Kindern.